# Цзиньсю-Яоский автономный уезд
Цзиньсю́-Я́оский автоно́мный уе́зд (кит. упр. 金秀瑶族自治县, пиньинь Jīnxiù Yáozú zìzhìxiàn) — автономный уезд городского округа Лайбинь Гуанси-Чжуанского автономного района (КНР).

## История
В мае 1952 года в составе Специального района Пинлэ (平乐专区) провинции Гуанси был создан Даяошань-Яоский автономный район (大瑶山瑶族自治区) уездного уровня. В 1955 году он был переименован в Даяошань-Яоский автономный уезд (大瑶山瑶族自治县).
В 1958 году провинция Гуанси была преобразована в Гуанси-Чжуанский автономный район; специальный район Пинлэ был при этом расформирован, и автономный уезд перешёл в состав Специального района Лючжоу (柳州专区).
Постановлением Госсовета КНР от 8 апреля 1966 года Даяошань-Яоский автономный уезд был переименован в Цзиньсю-Яоский автономный уезд.
В 1971 году Специальный район Лючжоу был переименован в Округ Лючжоу (柳州地区). 19 ноября 2002 года Округ Лючжоу был расформирован, и автономный уезд перешёл в состав нового городского округа Лайбинь.

## Население
В посёлках преобладают ханьцы, в горных деревнях — яо. Последние делятся на пять ветвей — чашань, ао, хуалань, пань и шаньцзи. Чашань говорят на языке лаккья, ао — на языке бьяо-муэн, хуалань — на западном диалекте языка киммун и языке цзион-най, пань — на языке ю-мьен, шаньцзи — на восточном диалекте языка киммун.
Более древние ветви чашань, ао и хуалань живут в зажиточных деревнях и ранее владели окрестными землями. Прибывшие позже пань и шаньцзи обитали на землях оседлых яо в качестве арендаторов или кочевали по горным долинам.

## Административное деление
Автономный уезд делится на 3 посёлка и 7 волостей: 
Посёлки
- Тоупай (Toupai, 头排镇)
- Тунму (Tongmu, 桐木镇)
- Цзиньсю (Jinxiu, 金秀镇)

Волости
- Дачжан (Dazhang, 大樟乡)
- Лосян (Luoxiang, 罗香乡)
- Люсян (Liuxiang, 六巷乡)
- Саньцзян (Sanjiang, 三江乡)
- Саньцзяо (Sanjiao, 三角乡)
- Чандун (Changdong, 长垌乡)
- Чжунлян (Zhongliang, 忠良乡)

## Экономика
Важное значение имеет сельское хозяйство, в том числе выращивание и переработка чая.

## Транспорт
Территорию уезда пересекают две автодороги — из Лючжоу в Учжоу (G6517) и из Липу в Лючжоу (G323).

## Культура
Яо сохраняют свою традиционную культуру и обычаи, в том числе носят национальные костюмы, исполняют песни и танцы, отмечают местные праздники и поклоняются предкам.